# Donald C. Bruce

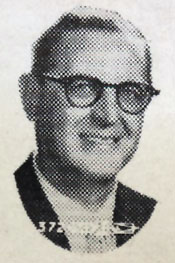
Donald C. Bruce

Donald Cogley Bruce (* 27. April 1921 in Troutville, Clearfield County, Pennsylvania; † 31. August 1969 in Round Hill, Virginia) war ein US-amerikanischer Politiker. Zwischen 1961 und 1965 vertrat er den Bundesstaat Indiana im US-Repräsentantenhaus.

## Leben
Donald Bruce besuchte die High School in Allentown und studierte danach am Muskingum College in New Concord (Ohio). Danach wurde er zwischen 1941 und 1960 als Programmdirektor, Geschäftsführer und Manager in der Radiobranche tätig. Politisch war Bruce Mitglied der Republikanischen Partei. Bei den Kongresswahlen des Jahres 1960 wurde er im elften Wahlbezirk von Indiana in das US-Repräsentantenhaus in Washington, D.C. gewählt, wo er am 3. Januar 1961 die Nachfolge von Joseph W. Barr antrat. Nach einer Wiederwahl konnte er bis zum 3. Januar 1965 zwei Legislaturperioden im Kongress absolvieren. In dieser Zeit begann der Vietnamkrieg.
1964 verzichtete Donald Bruce auf eine weitere Kandidatur für das US-Repräsentantenhaus. Stattdessen strebte er erfolglos die Nominierung seiner Partei für die Wahlen zum US-Senat an. Nach seinem Ausscheiden aus dem US-Repräsentantenhaus war Bruce einer der Mitgründer der American Conservative Union. Außerdem gründete er die politische Beraterfirma Bruce Enterprises in Round Hill. Dort ist er am 31. August 1969 auch verstorben.